# Microregione di Adamantina
Adamantina è una microregione dello Stato di San Paolo in Brasile, appartenente alla mesoregione di Presidente Prudente.

## Comuni
Comprende 14 comuni:
- Adamantina
- Flora Rica
- Flórida Paulista
- Inúbia Paulista
- Irapuru
- Lucélia
- Mariápolis
- Osvaldo Cruz
- Pacaembu
- Parapuã
- Pracinha
- Rinópolis
- Sagres
- Salmourão